# Cagayan (fleuve)
Pour les articles homonymes, voir Cagayan (homonymie).
 (novembre 2023).
Si vous disposez d'ouvrages ou d'articles de référence ou si vous connaissez des sites web de qualité traitant du thème abordé ici, merci de compléter l'article en donnant les références utiles à sa vérifiabilité et en les liant à la section « Notes et références ».
Le fleuve Cagayan est le plus long et le plus large des cours d'eau de Philippines. Il se trouve dans la vallée de Cagayan, région au nord-est de l'île Luçon et traverse les provinces de Nueva Vizcaya, Quirino, Isabela et Cagayan.

## Topographie
La source du fleuve se trouve dans les monts Caraballo (en) dans la région de Luçon centrale à une altitude d'environ 1 524 mètres. Le fleuve coule vers le nord sur 505 kilomètres jusqu'à son embouchure près de la ville d’Aparri (Cagayan).
Le fleuve Cagayan et ses affluents ont déposé des sédiments, principalement du calcaire et de l'argile, sur la totalité de la vallée qui est entourée des montagnes de la cordillère Centrale à l'ouest, de la Sierra Madre à l'est et des monts Caraballo au sud.

## Principaux affluents
Les affluents principaux du fleuve Cagayan sont :
- Chico (en)
- Siffu-Malling, originaire de la cordillère centrale, coulent presque parallèlement au Magat. La partie inférieure est très marécageuse.
- Magat (en), plus gros affluent (9 808 millions de m3 annuel), sur la partie sud-ouest du bassin, 150 kilomètres environ de sa source jusqu'au confluent avec le Cagayan à 55 kilomètres de l'embouchure ;
- Ilagan (en), gros affluent (9 455 millions de m3 annuel), originaire de la partie ouest de la Sierra Madre, draine la partie est du bassin en se dirigeant vers l'ouest jusqu'au confluent avec le Cagayan à 200 kilomètres de l'embouchure.

## Inondation
Le fleuve Cagayan et ses affluents provoquent régulièrement des inondations pendant la mousson (mai à octobre) en Asie du Sud-Est
La moyenne annuelle des précipitations est de 1 000 mm dans la partie nord contre 3 000 mm dans la partie sud (là où se trouve la source du fleuve). L'eau des montagnes descend très lentement à cause de la rétention d'eau que peut faire la plaine alluviale, les canyons de montagnes et le cours sinueux (méandres) du fleuve.
Les inondations dues au fleuve Cagayan et à ses affluents ont causé de grandes catastrophes tant humaines qu'économiques. Le gouvernement philippin a établi plusieurs stations d'alerte sur le fleuve (en particulier de Tuguegarao à Aparri et d’Ilagan à Tumauini).

## Faune et flore
Le fleuve Cagayan traverse une des dernières forêts primaires des Philippines dans laquelle se trouvent de nombreuses espèces endémiques en danger comme la gallicolombe poignardée (Gallicolumba luzonica luzonica), l'aigle des singes, (Pithecophaga jefferyi) et un poisson d'eau douce rare appelé localement ludong (Cestreaus plicatilis (en))

## Population
Le fleuve traverse quatre provinces : Nueva Vizcaya, Quirino, Isabela et Cagayan. La population totale de ces provinces avoisine les deux millions de personnes, agriculteurs ou indigènes pour la plupart.
L'ancien nom du fleuve Cagayan : Bannag a donné son nom au peuple Ibanag. La tribu Gaddang (en) vit dans le cours supérieur du fleuve.

## Importance économique
Le fleuve draine une vallée fertile qui produit du riz, du maïs, des bananes, des noix de coco, des citrons et du tabac.
Deux barrages ont été construits sur deux affluents du fleuve (Magat et Chico).
Des concessions minières se trouvent près de la source du fleuve dans les montagnes de la cordillère Centrale.
Les gouvernements provinciaux ont développé des programmes touristiques qui offrent des activités sur le fleuve, particulièrement du rafting.